# 東大阪市立藤戸小学校
東大阪市立藤戸小学校（ひがしおおさかしりつ ふじとしょうがっこう）は、大阪府東大阪市藤戸新田にある公立小学校。

## 沿革
- 1982年（昭和57年）4月1日 - 東大阪市立藤戸小学校開校。

## 通学区域
- 新家西町8〜21番、長田1丁目、長田2丁目、長田3丁目、長田中1丁目、長田西1丁目、長田西2丁目、長田東1丁目、藤戸新田1丁目、藤戸新田2丁目、御厨1丁目、御厨2丁目、御厨3丁目、御厨4丁目、御厨5丁目3番6〜12号、御厨中1丁目、御厨南1丁目[1]

## 進路状況
ほとんどの児童は東大阪市立新喜多中学校へ進学するが、国私立中学校へ進学する児童もいる。